# Hiromi Tsuyama
Hiromi Tsuyama (japanisch 津山弘巳 Tsuyama Hiromi; geboren am 1. September 1995 in Miyazaki) ist ein japanischer Handballspieler.

## Karriere
Tsuyama begann mit dem Handball in Japan, spielte von 2018 bis 2020 bei Toyota Boshoku Kyushu und von 2019 bis 2020 bei Golden Wolves Fukuoka in der Nihon Handball Rīgu.
Er wechselte im August 2020 nach Deutschland zum EHV Aue und spielte mit diesem Verein in der 2. Handball-Bundesliga. Zur Spielzeit 2021/22 der 3. Liga unterschrieb Tsuyama einen Vertrag beim Stralsunder HV. Nach der Saison kehrte er nach Japan zurück.
Der auf den Positionen Rückraum Mitte und rechter Rückraum eingesetzte Tsuyama ist 1,80 Meter groß und wiegt 80 Kilogramm.